# (34243) 2000 QR100
2000 QR100 (asteroide 34243) é um asteroide da cintura principal. Possui uma excentricidade de 0.09298930 e uma inclinação de 10.96732º.
Este asteroide foi descoberto no dia 28 de agosto de 2000 por LINEAR em Socorro.